# Правда — хорошо, а счастье лучше (фильм-спектакль)
«Правда — хорошо, а счастье лучше» — фильм-спектакль, запись спектакля Малого театра по одноимённой пьесе Александра Островского, поставленного Борисом Никольским в 1941 году. Снят на Киностудии имени М. Горького (режиссёр Сергей Алексеев) по заказу Центральной студии телевидения.
В истории советского телевещания известен как первый театральный спектакль, переданный не в «живой» трансляции, а в записи на плёнку. В историю кинематографа вошёл как первый советский фильм-спектакль, за которым в 1952—1953 годах последовали десятки других фильмов-спектаклей. Они делали доступными зрителям всей страны спектакли лучших театров, а также позволяли с минимальными затратами заполнять киноэкраны в период кризиса «малокартинья».
Впервые показан по телевидению поздним вечером 31 декабря 1951 года. Выпущен в кинопрокат 14 января 1952 года. Фильм имел успех: посещаемость составила 22,7 млн зрителей на серию.

## Сюжет
В центре сюжета — жизнь богатого купеческого семейства, дома московского купца Амоса Панфиловича Барабошева. В доме реально всем командует его мать, властная старуха Мавра Тарасовна. Молодой дочери Барабошева Поликсене они уже несколько лет пытаются подобрать богатого жениха. Но она влюблена в Платона Зыбкина, бедного и честного молодого человека, принятого на службу к Барабошеву бухгалтером.
У самого Барабошева ничего своего нет, торгует он по доверенности от матери, причём неудачно, себе в убыток. Приказчик Никандр Мухояров его обманывает, а Платона, который отказывается поддерживать обман, объявил незнающим бухгалтерии и сделал предметом общих насмешек, чем-то вроде шута в доме. Но уйти со службы Платон не может, потому что мать его задолжала Барабошеву двести рублей.
Тучи сгущаются: Поликсену собираются в ближайшее время выдать за генерала, а Платону предъявили вексель к уплате; ему теперь грозит долговая тюрьма и позор. Фелицата, старая нянька Поликсены, решает помочь молодым. Под видом кандидата на должность сторожа она приводит в дом отставного унтер-офицера Силу Ерофеича Грознова, который в молодости был любовником Мавры Тарасовны и которому она по молодости дала неосторожную клятву выполнить любое его требование.
Ключевой разговор Силы Ерофеича и Мавры Тарасовны зрителям не показан, но после него ситуация благополучно разрешается: Поликсене позволено выйти замуж за Платона, который назначен главным приказчиком (Мавра Тарасовна теперь знает о его честности и о фальшивых отчётах прежнего приказчика Никандра Мухоярова).

## Создатели фильма-спектакля

### Создатели спектакля Малого театра
- Постановка Бориса Никольского
- Художник — Константин Юон[комм. 1]
- Главный режиссёр театра — Константин Зубов

### Съёмочная группа
- Режиссёр — Сергей Алексеев
- Оператор — Борис Монастырский
- Звукооператор — Н. Д. Озорнов
- Монтажёр — Б. М. Погребинская
- Директор картины — И. В. Вакар

Сергей Алексеев — выходец из Малого театра, работал там до 1950 года, в 1950—1959 годах — главный режиссёр Центрального телевидения.

### В ролях
- Николай Рыжов — Амос Панфилович Барабошев
- Евдокия Турчанинова — Мавра Тарасовна, его мать
- Валерия Новак — Поликсена, дочь Барабошева
- Варвара Рыжова — Филицата, старая няня Поликсены
- Александр Карцев — Никандр Мухояров
- Александр Сашин-Никольский — Глеб Меркулыч, садовник
- Валентина Баринова — Пелагея Григорьевна Зыбкина
- Дмитрий Павлов — Платон, её сын
- Фёдор Григорьев — Сила Ерофеич Грознов, отставной унтер-офицер.

## В истории советского кинематографа и телевидения
Фильм-спектакль был сделан очень просто — он «без лукавых мудрствований» передавал от начала до конца постановку Малого театра. Но в то время этот незатейливый опыт оказался весьма востребованным, и в 1952—1953 годах вслед за этим первым фильмом-спектаклем было снято ещё около двадцати пяти; на фоне «малокартинья» они составляли от почти половины до трети годового кинопроизводства. Впрочем, многие из этих фильмов-спектаклей были уже не просто копиями театральных постановок, они смелее использовали кинематографические приёмы. В подобной художественной продукции крайне нуждалась образованная в марте 1951-го Центральная студия телевидения. Но телевизоры в то время были далеко не у всех, и кинематограф этими фильмами выполнил важную просветительскую функцию, не только сохранив для истории, но и показав по всей стране спектакли ведущих театров, сценическую жизнь великих актёров.

### Театральное искусство на киноэкране
В посвящённой этому фильму статье, опубликованной перед его выходом в широкий прокат, газета «Советское искусство» писала, что его выпуск должен стать «первой ласточкой, началом планомерной и требовательной работы по выпуску фильмов, воспроизводящих во всей полноте и блеске идейно-художественных качеств спектакли, вошедшие в золотой фонд нашей классической и советской драматургии и сценического искусства».
В той же статье отмечалось, что до создания этого фильма большинство профессионалов иначе видело правильный путь приобщения масс к лучшим творениям театрально-драматического искусства: таким путём считался не прямой перенос на экран театрального спектакля (при котором он утрачивает «специфические особенности театрального действия и не обретает новых качеств, свойственных искусству кино»), а экранизация театральных пьес (то есть их специальная переработка с использованием творческих возможностей кино). Например, по другим пьесам А. Островского в 1930—1940-х годах были поставлены фильмы «Без вины виноватые», «Гроза» (режиссёр Владимир Петров), «Бесприданница» (режиссёр Яков Протазанов) в исполнении артистов МХАТ, Малого и других театров. Однако эти фильмы были самостоятельными произведениями киноискусства, а не воспроизводили театральные постановки, в то время как зрители провинции, по утверждению автора статьи, хотели видеть именно спектакли лучших театров страны. И новый фильм «Правда — хорошо, а счастье лучше» отвечал этому зрительскому требованию.
Работа по популяризации средствами кинематографа театральных постановок, театрального искусства велась и раньше. Так, киновед Ростислав Юренев сопоставляет этот и последующие фильмы-спектакли с созданными в 1945—1950 годах документальными (научно-популярными) фильмами «Мастера МХАТ», «Искусство актёра» (режиссёр Владимир Юренев) и «Мастера Малого театра» (режиссёр Александр Разумный). Эти фильмы включали в себя фрагменты различных спектаклей и имели своей задачей запечатлеть театральное действие, при этом пользовались, подчёркивает Юренев, выразительными средствами кинематографа.
Но фильмы-спектакли 1950-х годов, по оценке Ростислава Юренева, оказались в этом ряду случайно, они не были задуманы как «продолжение начатой работы по воспроизведению театрального искусства» на киноэкране. Первый из них, «Правда — хорошо, а счастье лучше» родился из потребностей телевидения. («Чтобы не утомлять мастеров Малого театра многократными выступлениями под жаркими лучами телевизионных прожекторов»).
«Мысль о прокате этого фильма тоже пришла случайно» — продолжает Ростислав Юренев. Пробные сеансы в кинотеатрах Рязани дали неожиданный коммерческий успех, после чего фильм-спектакль был выпущен ещё в нескольких городах, а позже вышел и в Москве.

### История телевидения
31 декабря 1951 г. Центральная студия телевидения впервые показала экранизированный спектакль московского Малого театра «Правда —  хорошо, а счастье лучше» (режиссёр С. Алексеев). Этим было положено начало фиксации на плёнку произведений театрального искусства.
В начале 1950-х годов, особенно после принятия 22 марта 1951 года постановления Совета Министров СССР «Об организации регулярных телевизионных передач в г. Москве», телевидение систематически показывало в прямом эфире спектакли ведущих театров, но само оно не имело технических средств предварительной фиксации передач, то есть записи их до выпуска в эфир. Первым шагом в плане предварительной фиксации телепередач историк телевидения Александр Юровский называет «производство телевизионных фильмов, снимаемых кинокамерой обычным для кино способом» и отмечает, что эта возможность начала использоваться с 1951 года, когда по заказу телевидения киностудия имени Горького сняла первый фильм-спектакль «Правда — хорошо, а счастье лучше». После этого подобная практика производства киностудиями фильмов по заказу телевидения получила широкое распространение.
При фиксации «в тот период предпочитали сохранять имитацию трансляции, поскольку именно одновременность события и его показа представлялась в те года главным преимуществом телевидения». Так был записан и этот спектакль. Он был показан поздним вечером 31 декабря 1951 года и впервые освободил работников Центральной студии телевидения от обременительной работы в праздничный предновогодний вечер. Для более убедительной иллюзии прямой передачи между актами демонстрировался занавес Малого театра. По утверждению Александра Юровского, телезрители подмены не заметили.

### Кинопрокат в период «малокартинья»
Создание фильма-спектакля «Правда — хорошо, а счастье лучше» пришлось на пик так называемого периода «малокартинья»: в 1951 году всеми киностудиями СССР было снято только 9 фильмов. Это время характеризуется жёсткой репертуарной политикой (сдвигом репертуара в сторону идеологизации и политической пропаганды) и затруднённой процедурой отбора проектов под строгим контролем надзирающих инстанций.
Кинопрокату становилось всё труднее выполнять планы по доходам. Экраны приходилось заполнять, главным образом, трофейными зарубежными фильмами. Демонстрировались также старые советские киноленты.
Опыт создания первого фильма-спектакля показал способ «легко и быстро, без затрат средств, творческих усилий и нервной энергии, потребной на прохождение оригинальных сценариев через различные инстанции, создавать ленты, пригодные для демонстрации в кинозалах». Как пишет Александр Липков, «эффект этого открытия был буквально ошеломляющим»: в 1952 году из 24 вышедших на экраны страны фильмов 10 были фильмами-спектаклями.

## Съёмки фильма-спектакля
Как и при прямой трансляции из театра, камера располагалась в зрительном зале и снимала идущее на сцене действие. Отличия состояли в том, что в зале не было зрителей, а камера была только одна, а не три, как при использовании ПТС. Поэтому съёмку вели не телевизионным, а кинематографическим способом: с «дублями» и последующим монтажом.
На весь фильм было затрачено 19 съёмочных дней и 403 тыс. руб. (Для сравнения: на производство художественного фильма в среднем уходило около года и 7-8 млн рублей).

## Художественные особенности. Оценки критиков
Александр Юровский сопоставляет фильм-спектакль «Правда — хорошо, а счастье лучше» с немыми фильмами, выпускавшимися в начале века французской фирмой «Фильм д’Ар», которые фиксировали театральные спектакли «глазами господина из партера», и отмечает лишь следующие отличия эстетики этого произведения:
- качество изображения;
- наличие звука;
- крупные планы[26].

Но и эти отличия, продолжает Александр Юровский, весьма существенны: звуковой фильм-спектакль мог полностью сохранить словесную сторону театрального представления, а крупный план хорошо передавал игру актёров на маленьком телеэкране.
Спектакль зафиксирован с разных точек зрения. Если в театре зритель всегда видит всю площадь сцены, то на экране крупный план позволяет выделить того героя, на котором в данный момент нужно сосредоточить внимание, позволяет подчеркнуть важные детали обстановки или поведения действующих лиц. Иногда голос персонажа звучит за кадром, а зрителю видна реакция другого участника диалога. Иногда зритель видит в новом ракурсе комнату Пелагеи Зыбкиной, столовую Барабошевых. По мнению автора газеты «Советское искусство», «эти внешние отступления от хода спектакля вполне оправданы, они вызваны желанием глубже раскрыть смысл происходящего, придать в то же время бо́льшую динамичность развертыванию действия».
Другой автор той же газеты, сравнивая этот первый фильм-спектакль с последующими, отмечает, что в нём все мизансцены «взяты прямо из спектакля, и во многих случаях театральная условность нарушает жизненное правдоподобие, являющееся основной силой кино». В более поздних работах, напротив, многие мизансцены переработаны и театральная условность ощущается меньше (приводятся примеры фильмов-спектаклей «На всякого мудреца довольно простоты» и «Живой труп»).
Фильм имитировал прямую трансляцию спектакля из театра и при этом оказался лучше обычной внестудийной трансляции: он не содержал «брака ни по изображению, ни по звуку». Однако после выхода в кинопрокат этот и другие фильмы-спектакли «попадали в поле зрения кинокритиков, дружно их поносивших — за несоответствие специфике киноискусства».
По оценке Ростислава Юренева, «театральность этого произведения была оглушающей, почти нестерпимой, особенно в первой сцене — в саду. Эта сцена была снята… в отличных декорациях К. Юона. Однако на экране эти декорации выглядели комично: в саду был заметен дощатый пол, на неподвижных деревьях висели ватные яблоки. Действие развёртывалось страшно медленно… Всё это скорее напоминало какую-то пародию на театр». Однако отличная игра актёров позволяла зрителю забыть о нелепостях оформления фильма-спектакля. Юренев выделяет игру Варвары Рыжовой в роли Филицаты, Евдокии Турчаниновой — Мавры Тарасовны и Фёдора Григорьева — Грознова.
Юровский, отчасти соглашаясь с критикой («с точки зрения киноведа эта критика справедлива»), указывает однако, что она исходит только из критериев киноэстетики и совершенно не учитывает то важное обстоятельство, что фильм-спектакль не был предназначен для кинозрителей. А телезрителем он воспринимался по-другому. Во-первых, на маленьком экране телевизора КВН ватные яблоки и дощатый пол не так заметны. Во-вторых, «телевидение создавало иллюзию присутствия зрителя при самом акте творчества, иллюзию „живой“ передачи». Таким образом, несмотря на все недостатки фильма-спектакля как кинозрелища, он «был вполне удовлетворителен как предварительно зафиксированная телепрограмма».

## Комментарии
1. ↑  В 1941 году спектакль был поставлен на сцене филиала в оформлении художника Бориса Кноблока, а позже был перенесён на основную сцену театра в оформлении Константина Юона. (Спектакль шёл одновременно на обеих сценических площадках) // Малый театр (Москва). «Правда хорошо, а счастье лучше» / Перед загл. авт. пьесы: А. Н. Островский. — М., Л.: Искусство, 1949 — С. 49, 65—66. — 68 с.
2. ↑  По выражению Р. Юренева, «фильмы-спектакли становились всё более фильмами, всё меньше спектаклями» (Юренев, 1955, с. 419)
3. 1 2  По другим источникам фильмы называются «Мастера сцены» (МХАТ) и «Малый театр и его мастера». // Краткая история советского кино. 1917-1967 / Всесоюз. гос. ин-т кинематографии. А. Грошев, С. Гинзбург, И. Долинский и др.; Вступ. статья и общ. ред. В. Ждана. — М.: Искусство, 1969. — С. 377. — 615 с. — 25 000 экз.
4. ↑  В названной ранее газетной статье также говорится, что «он родился не в результате каких-либо новых принципиальных творческих установок. Фильм снимался с узко утилитарной целью» (Белявский, 1952)
5. ↑  В 1946—1947 годах производство игровых кинокартин держалось на уровне военных лет (около 25 в год), в 1948—1949 снизилось до 17, в 1950 г. было сделано 13, а в 1951 — только 9 фильмов (Юренев, 1997, с. 98).